# Daynellis Montejo

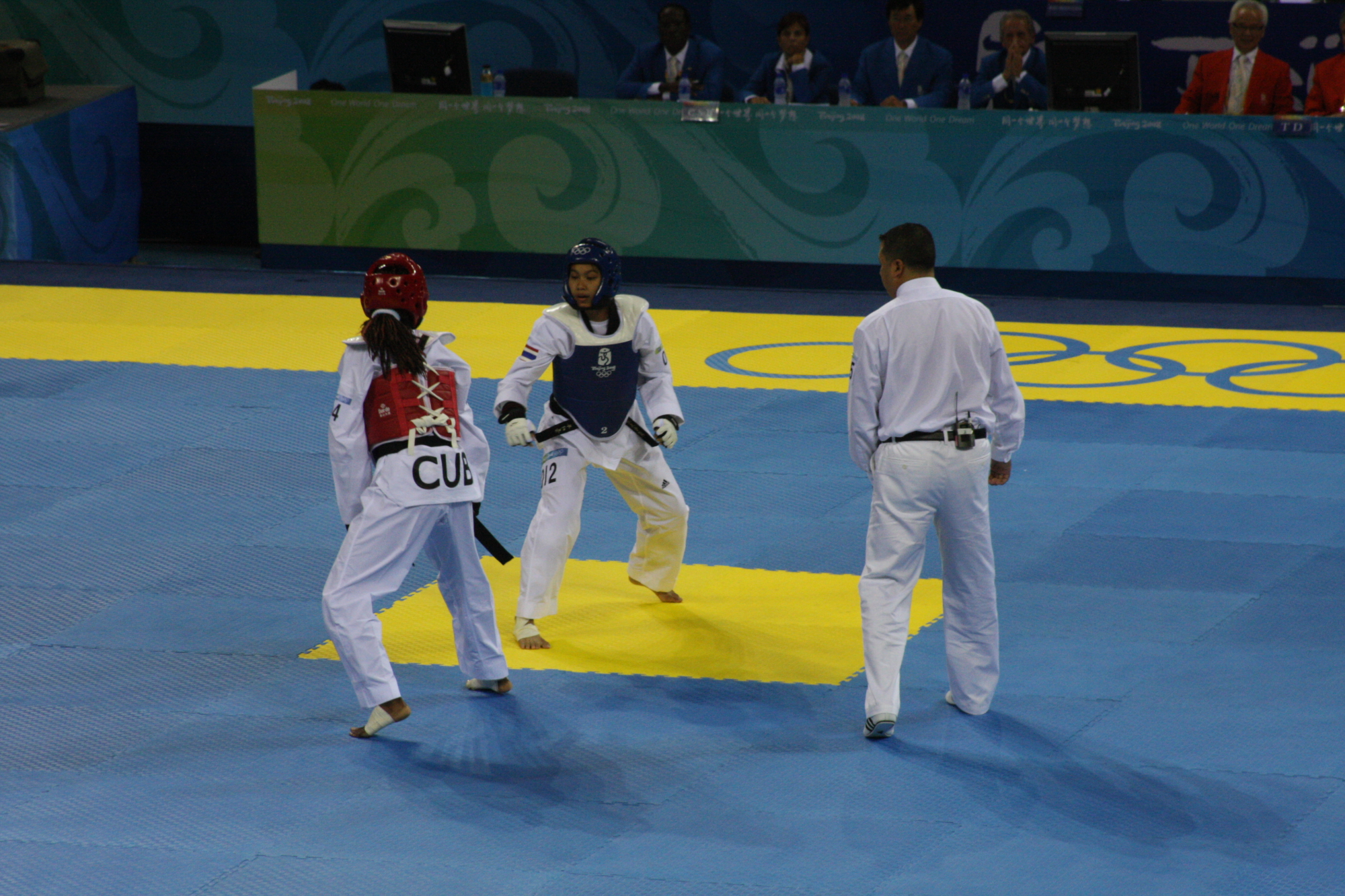

Daynellis Montejo Poll, née le 8 novembre 1984 à Santiago est une taekwondoïste cubaine. Elle a obtenu la médaille de bronze lors des Jeux olympiques d'été de 2008 dans la catégorie des moins de 49 kg.
Montejo a décroché une médaille de bronze aux Championnats du monde 2005, sa première compétition internationale.